# Ludwig Quosig
August Friedrich Ludwig Quosig (* 6. November 1801 in Rostock; † 1841 ebenda) war ein deutscher Orgelbauer in Rostock.

## Leben
Ludwig Quosig, wahrscheinlich ein Sohn des 1790 aus dem Brandenburgischen nach Rostock zugewanderten Uhrmachers Friedrich Quosig (* 1763), erlernte zunächst das Tischlerhandwerk. Die Volkszählung von 1819 in Mecklenburg-Schwerin nennt ihn als „Tischlerbursche“ (also wohl eher Lehrling als Geselle) im Haushalt seines Rostocker Lehrherrn, des Tischlermeisters Joachim Peter Jantzen (* 1784). Seit etwa 1820, vermutlich im Zuge seiner Gesellenwanderschaft, erlernte er außerhalb Mecklenburgs den Orgelbau und war in Süddeutschland, der Schweiz und Frankreich tätig.
Um 1837 kehrte Quosig nach Rostock zurück, leistete dort am 19. Juni 1837 als Orgelbauer den Bürgereid und arbeitete 1838 kurzzeitig mit Heinrich Rasche als Rasche & Quosig Orgelbauer zusammen. 1839 baute Ludwig Quosig in Marlow seine erste und wahrscheinlich einzige Orgel in Mecklenburg. 1841 starb er.

## Werke
Von Ludwig Quosig sind nur ein Neubau und eine Reparatur in Mecklenburg bekannt.
| Jahr | Ort       | Gebäude     | Bild | Manuale | Register | Bemerkungen |
| ---- | --------- | ----------- | ---- | ------- | -------- | --- |
| 1839 | Marlow    | Stadtkirche |      | I/P     | 11       | seitenspielig, auf Empore über Altar, um 1900 Erweiterung auf II/P, 17, 1984 Umsetzung auf Westempore, 1988 neue Spiel- und Registertraktur durch Nußbücker |
| 1840 | Sülze     | Stadtkirche |      | II/P    | 13       | Reparaturen |
| 1841 | Gadebusch | Stadtkirche |      |         |          | Vertrag über Neubau, wegen Tod Quosigs nicht ausgeführt, 1844 durch Runge gebaut                                                                            |